# Eurostadium
L'Eurostadium va ser un projecte d'estadi situat a Grimbergen, als afores de Brussel·les (Bèlgica). Havia estat proposat com a seu de l'Eurocopa 2020 i estava previst que després del torneig fos la seu de la selecció de futbol de Bèlgica. No obstant això, mai va arribar a construir-se perquè el 2018 se li va denegar la llicència mediambiental.

## Història
En 2013, el consell municipal de Brussel·les va assumir un projecte per construir un estadi de 60.000 espectadors que acollís els partits de la selecció de futbol de Bèlgica, en substitució del vetust estadi Rei Balduí de Heysel. La nova instal·lació estaria situada a Grimbergen, al nord de la capital, i durant mesos es va treballar amb el nom provisional d'Eurostadium. Un any més tard, la Real Associació Belga de Futbol va postular a Brussel·les com una de les seus de l'Eurocopa 2020, i la UEFA va aprovar la seva proposta per acollir tres partits de la fase de grups i un de vuitens de final.
El govern municipal va concedir el 2015 l'explotació de les obres al consorci BAM/Ghelamco, que venia d'erigir el Ghelamco Arena de Gant. Els promotors havien previst que les obres comencessin el 2016 i duressin tres anys. No obstant això, Grimbergen pertanyia a la regió de Flandes i calia el permís del govern flamenc, per la qual cosa hi va haver retards mentre Ghelamco remetia el projecte a totes les administracions. Un altre inconvenient va ser la negativa del RSC Anderlecht a jugar-hi quan fos inaugurat el 2019.
Finalment, al gener de 2018 el ministeri de Medi Ambient de Flandes va denegar la llicència de construcció a l'Eurostadium pel seu impacte mediambiental, la qual cosa va suposar la cancel·lació del projecte d'estadi i la retirada de Brussel·les com a seu de l'Eurocopa.